# Oligomyrmex eidmanni
Oligomyrmex eidmanni är en myrart som först beskrevs av Menozzi 1936.  Oligomyrmex eidmanni ingår i släktet Oligomyrmex och familjen myror. Inga underarter finns listade i Catalogue of Life.